# Buddha Loetla Nabhalai
Phuttaloetla Nabhalai, Rama II, atualmente conhecido por Buddha Loetla Nabhalai (Bangcoque, 26 de fevereiro de 1766 – Bangcoque, 21 de julho de 1824), foi filho do Rei Rama I e da Rainha Amarindra. Seu reinado como rei do Sião, hoje Tailândia,  (1809–1824) trouxe o renascimento das artes e da cultura thai, especialmente da literatura. Rama II teve setenta e três filhos.
Durante o reinado de Rama II, a Tailândia experimentou uma confrontação com o Vietnã, vindo a se tornar a maior potência da região, superando o controle do Camboja em 1813. As influências do Ocidente começaram a ser sentidas no sudeste asiático e na Tailândia. Em 1785 os britânicos ocuparam Penang e em 1819 fundaram Cingapura. Logo os britânicos superaram os neerlandeses e os portugueses como a principal influência econômica e política ocidental na Tailândia. Os britânicos se opuseram ao sistema econômico thai, que mantinha os monopólios comerciais exclusivamente para os príncipes reais e os negócios estavam sujeitos a uma taxação arbitrária. Em 1821 o governador da Índia Britânica enviou uma missão exigindo que a Tailândia retirasse suas restrições de livre-comércio.